# Acer leipoense
Acer leipoense — вид клена, ендемік південного заходу провінції Сичуань на південному заході Китаю. Росте у змішаних лісах на висотах 2000–2700 метрів.

## Опис
Acer leipoense — невеликий листопадний клен, який досягає 8 метрів у висоту. Кора темно-коричнева або пурпурно-бура. Гілочки циліндричні, поточного року зелені або багряно-зелені й запушені, старші коричневі й голі. Листя опадне: ніжка пурпурно-зелена, 7–8 см, тонка, гола; листкова пластинка абаксіально (низ) сіра й запушена, адаксіально зелена й гола, майже-округло-яйцеподібна, 9–11 × 7–12 см, неглибоко 3-лопатева, край зазвичай цільний, рідко з кількома зубцями. Супліддя пурпурувато-зелені, китицеподібні, 15–25 см. Плід жовтувато-коричневий; горішки жовтувато-коричневі, сильно опуклі, ≈ 1 см у діаметрі, запушені; крила серпоподібні, з горішком 4–4.5 × ≈ 1.5 см, крила розведені під кутом 90° або гостро. Плодить у вересні